# جیم الخلیلی
جیم الخلیلی (انگلیسی: Jim Al-Khalili؛ عربی: ج میل صادق الخلیلی، زاده بغداد) یک فیزیک‌دان نظری، نویسنده و برنامه‌ساز علمی اهل انگلستان است. او دارای کرسی آموزش عمومی برای عامه در دانشگاه ساری در انگلستان (University of Surrey) است.
جیم الخلیلی از یک مادر مسیحی پروتستان و یک پدر عراقی در بغداد متولد شده، و از نوجوانی تا کنون مقیم بریتانیا است. کتاب‌های او: پارادوکس‌ها، مکانیک کوانتومی، جهان هستی بر اساس فیزیک، سیاهچاله‌ها کرمچاله‌ها و ماشین‌های زمان از معروف‌ترین کتاب‌های او هستند. او همچنین یک فیزیکدان کوانتومی است.

## زندگی و تحصیلات
الخلیلی در سال ۱۹۶۲ در بغداد به دنیا آمد. پدرش مهندس نیروی هوایی عراق و مادرش یک کتابدار انگلیسی بود. او از سال ۱۹۷۹ به‌طور دائم در بریتانیا اقامت گزید. او در طول سه سال پس از تکمیل (و گرفتن مجدد) دیپلم، در دانشگاه ساری در رشته فیزیک تحصیل کرد و در سال ۱۹۸۶ با مدرک لیسانس علوم فارغ‌التحصیل شد. او تحصیل خودش در دانشگاه ساری را برای اخذ مدرک دکترای خودش در نظریه واکنش هسته‌ای ادامه داد، و در سال ۱۹۸۹ دکترای خودش را گرفت.

## شغل‌ها و تحقیقات

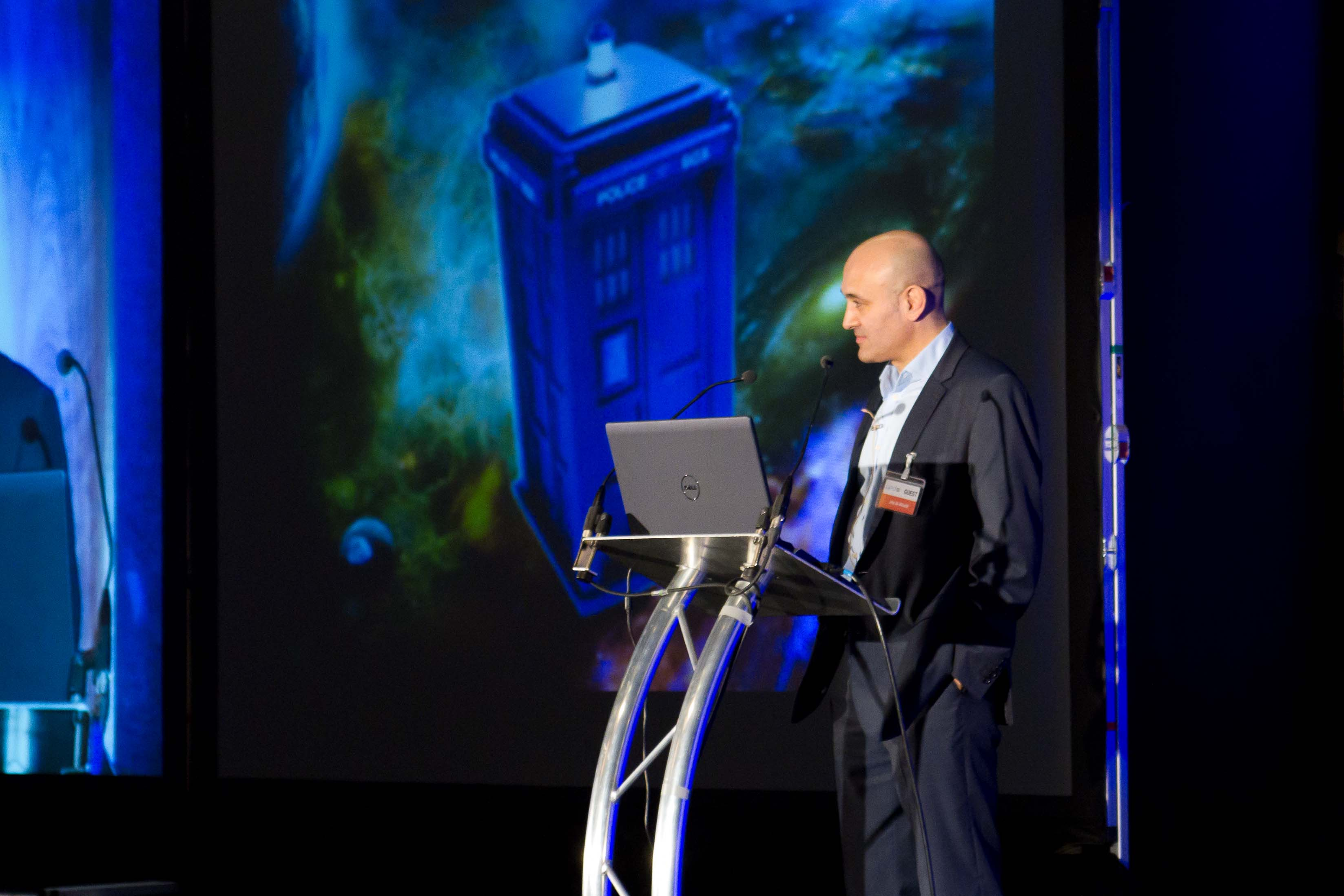
جیم الخلیلی

در سال ۱۹۸۹ به الخلیلی بورسیه فوق دکتری شورای تحقیقات علوم و مهندسی (SERC) در دانشگاه کالج لندن اعطا شد و پس از آن در سال ۱۹۹۱ ابتدا به عنوان دستیار پژوهشی و سپس به عنوان مدرس به ساری بازگشت. در سال ۱۹۹۴، الخلیلی به مدت پنج سال موفق به دریافت بورسیه تحقیقاتی پیشرفته شورای تحقیقات علوم فیزیکی و مهندسی (EPSRC) شد و در این مدت او خود را به عنوان یک متخصص برجسته در مدل‌های ریاضی هسته‌های اتمی عجیب و غریب معرفی کرد. او در حوزه کاری خود آثار فراوانی منتشر کرده‌است.
الخلیلی استاد فیزیک در دانشگاه ساری است، جایی که او همچنین دارای کرسی در مشارکت عمومی در علم است. او متولی (۲۰۰۶–۲۰۱۲) و معاون رئیس (۲۰۰۸–۲۰۱۱) انجمن علمی بریتانیا بوده‌است. او همچنین قبلاً دارای بورسیه EPSRC Senior Media Fellowship بود.

## آثار

### کتاب‌ها

#### کتابهای ترجمه شده به زبان فارسی
- سیاه‌چاله‌ها، کرم‌چاله‌ها و ماشین‌های زمان، ۱۳۸۶، ترجمه کامران بزرگزاد ایمانی، نشر واژه.[۶]
- مکانیک کوانتوم و گرانش، ۱۴۰۱، ترجمه کامران بزرگزاد ایمانی، نشر واژه.[۷]
- مکانیک کوانتومی ۱۳۹۶، ترجمه ابوالفضل حقیری قزوینی، نشر علم.
- کتاب پارادوکس‌ها، ۱۳۹۸، ترجمه جمیل آریایی، انتشارات فاطمی.
- آینده چگونه خواهد بود، ۱۳۹۹، ترجمه محمدعلی جعفری، انتشارات فاطمی.

#### کتابهای منتشر شده به زبان اصلی
- Al-Khalili, Jim (1999). Black Holes, Wormholes and Time Machines.
- Nucleus: A Trip into the Heart of Matter (2001) (co-author)
- Al-Khalili, Jim (2004). Quantum: A Guide for the Perplexed.
- The House of Wisdom: How Arabic Science Saved Ancient Knowledge and Gave Us the Renaissance (2010)
  - a.k.a. The House of Wisdom: The Flourishing of a Glorious Civilisation and the Golden Age of Arabic Science
  - a.k.a. Pathfinders: The Golden Age of Arabic Science[۸]
- Paradox: The Nine Greatest Enigmas in Science (2012)[۹]
- Life on the Edge: The Coming of Age of Quantum Biology (2014) (co-author)
- Al-Khalili, Jim (26 January 2017). Quantum Mechanics. illus. Jeff Cummins & Dan Newman. London: Ladybird Books. ISBN 978-0-7181-8627-2.
- Al-Khalili, Jim (7 February 2019). Gravity. illus. Jeff Cummins. London: Ladybird Books. ISBN 978-0-7181-8903-7.
- Al-Khalili, Jim (10 March 2020). The World According to Physics. Princeton University Press. ISBN 978-0-691-18230-8.
- Al-Khalili, Jim (5 April 2022). The Joy of Science. Princeton University Press. ISBN 978-0-691-21157-2.

As editor
- The Euroschool Lectures on Physics with Exotic Beams, Vol. I (Lecture Notes in Physics) (2004)
- The Euroschool Lectures on Physics with Exotic Beams, Vol. II (Lecture Notes in Physics) (2006)
- The Euroschool Lectures on Physics with Exotic Beams, Vol. III (Lecture Notes in Physics) (2008)

As consultant editor
- Al-Khalili, Jim (8 June 2004). Invisible Worlds: Exploring the Unseen. Weidenfeld & Nicolson. ISBN 978-0-297-84342-9.

His essays, chapters and other contributions include:
- The Collins Encyclopedia of the Universe (2001)
- Scattering and Inverse Scattering in Pure and Applied Science (2001)
- Quantum Aspects of Life (2008)
- 30-second Theories: The 50 Most Thought-provoking Theories in Science (2009)

Fiction
Jim Al-Khalili has written one science fiction novel:
- Al-Khalili, Jim (18 April 2019). Sunfall. London: Bantam Press. ISBN 978-0-593-07742-9.

### فیلم‌های مستند
- The Riddle of Einstein's Brain (2004)
- Atom (2007)
- Battle for the Beginning (2008)
- Science and Islam (2009)
- Genius of Britain: The Scientists Who Changed the World (2010)
- The Secret Life of Chaos (2010)
- Chemistry: A Volatile History (2010)
- Everything and Nothing (2011)
- Shock and Awe: The Story of Electricity (2011)
- Order and Disorder (2012)
- Light and Dark (2013)
- The Secrets of Quantum Physics (2014)
- Britain's Nuclear Secrets: Inside Sellafield (2015)
- The Beginning and End of the Universe (2016)
- Britain's Nuclear Bomb: The Inside Story (2017)
- The Joy of AI (2018)
- Breakthrough: The Ideas That Changed the World (2019)
- Secrets of the Solar System (2020)
- Secrets of Size: Atoms to Supergalaxies (2022)